# باتسيوكي
باتسيوكي (بالفنلندية: Paatsjoki، بالسامي الشمالية: Báhčaveaijohka، بالنرويجية: Pasvikelva، بالسويدية: Pasvik älv، بالروسية: Паз أو Патсойоки) أحد أنهار النرويج ويبلغ طوله 145 كم ويعتبر منذ حرب الاستمرار في 1944 حداً فاصلاً بين روسيا والنرويج.